# چرویچ
چرویچ (به صربی: Čerević) یک روستا در صربستان است که در Beočin Municipality واقع شده‌است.